# Alois Freystadtl
Alois Freystadtl oder Alois Freystadl (geboren 1856 in Ungarn; gestorben 1932) war ein ungarischer Glasmaler, Erfinder und Unternehmer.

## Leben

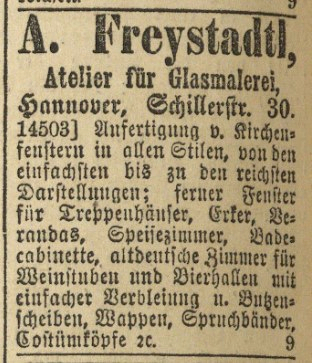
Frühe Werbeanzeige für Kirchenfenster, gewerbliche oder private Butzenscheiben, Wappen, Spruchbänder, Kostümköpfe etc.;
Atelier in der Schillerstraße 30; Abendausgabe im Hannoverschen Courier von April 1884

Nachdem der Kunst- und Glasmaler Heinrich Horn schon 1855 in der Residenzstadt des Königreichs Hannover eine erste Werkstatt für Glasmalereien eröffnet hatte, gründete der gebürtige Ungar Alois Freystadtl, der eine Hannoveranerin geheiratet hatte, um 1881 ebenda die „Erste hannoversche Glasmalerei – Bleiverglasungen mit und ohne Malerei“.
Freystadtl, der zeitweilig als A. Freystadtl, Erste Hannoversche Glasmalerei auftrat, stellte von seinem Sitz in der Königstraße 53 aus seine „Neuerungen in dem Verfahren zur Herstellung von Kathedralglas“ vor. Dies betraf farbig überfangene oder durch die gesamte Masse gefärbte geblasene oder gegossene Glastafeln, die mit einer speziell zubereiteten Mixtur überstrichen wurden. Hierfür erhielt er mit einer Patentschrift den entsprechenden Schutz durch das Kaiserliche Patentamt.
1888 hielt er vor Mitgliedern des Kunstgewerbe-Vereins zu Hannover einen dann in der Glas-Fachzeitschrift Der Diamant abgedruckten Vortrag über die teils bemängelte zeitgenössische Auftragsausführung, die vor allem durch die beauftragenden Kirchenbau-Architekten und den von diesen vorgegebenen Auftragsbedingungen wie etwa Zeitdruck entstanden seien. Zugleich hob Freystadtl die Vorzüge insbesondere der Nachhaltigkeit durch die traditionelle Glasmacherkunst hervor.
1888 war Freystadtl einer von mehr als 1000 Ausstellern auf der Deutsch-Nationalen Kunstgewerbe-Ausstellung in München und wurde dort für seine Exponate – wie rund 61 Prozent seiner Mitbewerber und nahezu alle Glasmaler – mit einer einheitlichen Bronzemedaille mit dazugehörigem Ehrendiplom ausgezeichnet. Er hatte dort in der Collectiv-Ausstellung Hannover mit seinen Mitarbeitern Franz Lauterbach und W. Massag „Glasgemälde für Hauskapelle [und] 2 Glasgemälde für Privatzimmer“ ausgestellt.

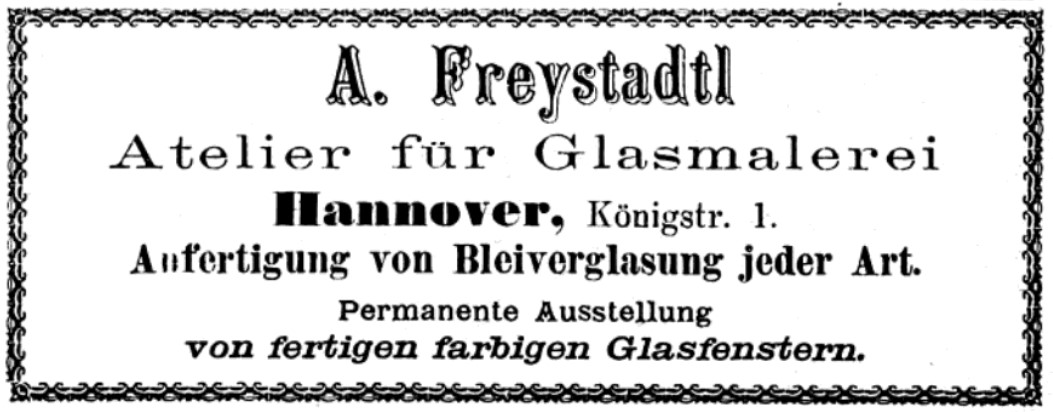
Werbeanzeige A. Freystadtl für sein Atelier mit permanenter Ausstellung im Haus Königstraße 1 in Hannover;
Adressbuch aller Länder der Erde, 1889–1892

Im Zuge der Trennung von seiner Ehefrau verließ Freystadtl Hannover; in der Folge nutzten die beiden aus Münster kommenden Partner der Glasmaler-Werkstatt Henning & Andres ihre Chance zur Eröffnung einer Glasmalerwerkstatt in Hannover.
1895 meldete A. Freystadl in Zwickau ein „Damaskirverfahren für Glasgegenstände“ zum Patent an.

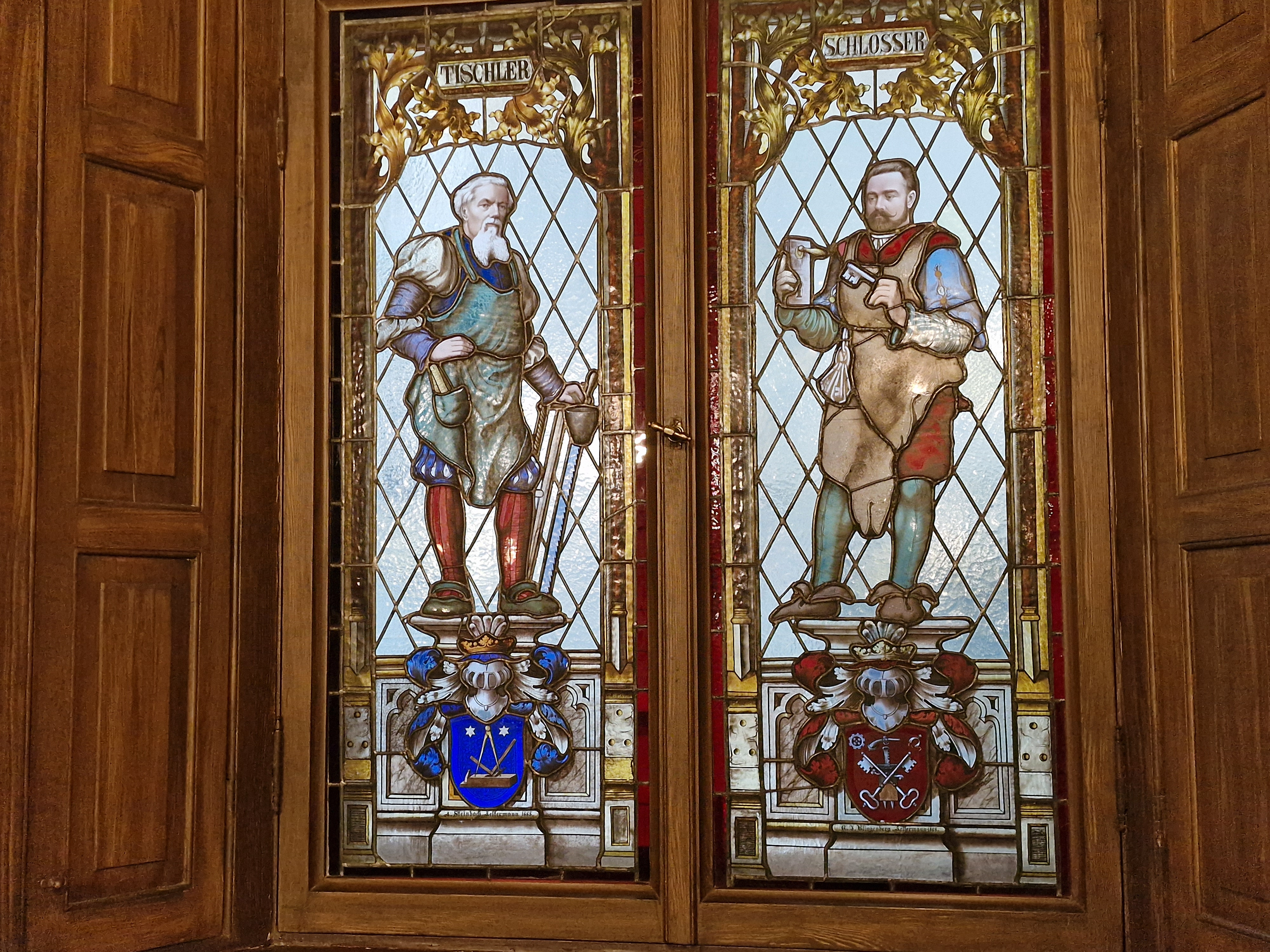
Um 1900: Figuren „Tischler“ und Schlosser über ihren Wappen mit Glas der Gebrüder Putzler aus Penzig in der St.-Johannis-Gilde in Riga

Laut einer Mitteilung von Oliver J. D. Hughes, amerikanischer Konsul in Coburg, ließ Freystadtl um 1900 ein neuartiges Glas durch die Gebrüder Putzler in Penzig in der Oberlausitz produzieren. Etwa zeitgleich ging er einem Großauftrag über sakrale Fenster aus diesem Material mit Figuren, Wappen und Ornamenten für die St.-Johannis-Gilde in Riga nach. Freystadls neuartiges Glas unterschied sich von dem von den Amerikanern eingeführten Opalescentglas und wurde von ihm nach Theophilus benannt.
Aus Dresden kommend gründete Freystadtl gemeinsam mit dem Dresdner Richard Bleckmann in Weitersglashütte im Erzgebirge am 1. Mai 1901 bei gleichzeitiger Übernahme der Gebäude der Aktiengesellschaft für Tafelglasfabrikation die Saxonia-Farbenglaswerke Freystadtl & Bleckmann. Über die neue Firma wurde am 18. Dezember desselben Jahres das Konkursverfahren eröffnet, am 26. November 1903 wurden die Firmengrundstücke versteigert. Rund eineinhalb Jahre später erwirbt jedoch die in Gütertrennung lebende Ehefrau Freystadtls, Emma Freystadtl, geborene Oberhoff, die Glashütte aus der Konkursmasse und gründete am 12. Mai 1905 die Glashütte zur Fertigung von Tafelglas erneut. Neben ihr als Inhaberin wurde ihr Ehemann als Prokurist ins Handelsregister für die Glasfabrik Weitersglashütte eingetragen. 1906 produzierten dann 50 Arbeiter unter Direktor Alois Freystadtl mit einem regenerativ mit Braunkohle beheizten 6 Hafen umfassenden Hafenofen rund 100.000 m² Fensterglas unter der Schutzmarke „St. Lukas.“ Im Folgejahr 1907 wurde die Flachglasfabrik stillgelegt.
Um 1910 hatte Freystadtl mit Sitz in brandenburgischen Steglitz bei Berlin abermals ein Patent angemeldet. Die Freystadtl & Linau GmbH produzierte dort nach D.R.P. 219 149 ihre figürlichen und ornamentale Glasmosaikflächen aus, wobei die Glasmosaikplatten erst bemalt und gebrannt und erst geschnitten wurden, nachdem sie auf eine versandfähige Unterlage geklebt wurden. Das fertige Bild konnte später gemeinsam mit der Unterlage in die zu schmückende Fläche eingelassen werden.
Nachdem Freystadtl eine Geschäftspartnerschaft mit Adolf Waldemar Willy Knaut in Freiberg in Sachsen eingegangen war, leitete der das Unternehmen als Direktor und firmierte als Freystadtl & Knaut, Erste sächsische Marmorik Spiegelglas-Werke, Freiberg i. S. Nach dem Ausscheiden Knauts war Freystadtl Alleininhaber und führte die Firma ab etwa 1913/1914 wieder unter seinem eigenen vollen Namen.

## Werke (sofern bekannt)

### Glasfenster

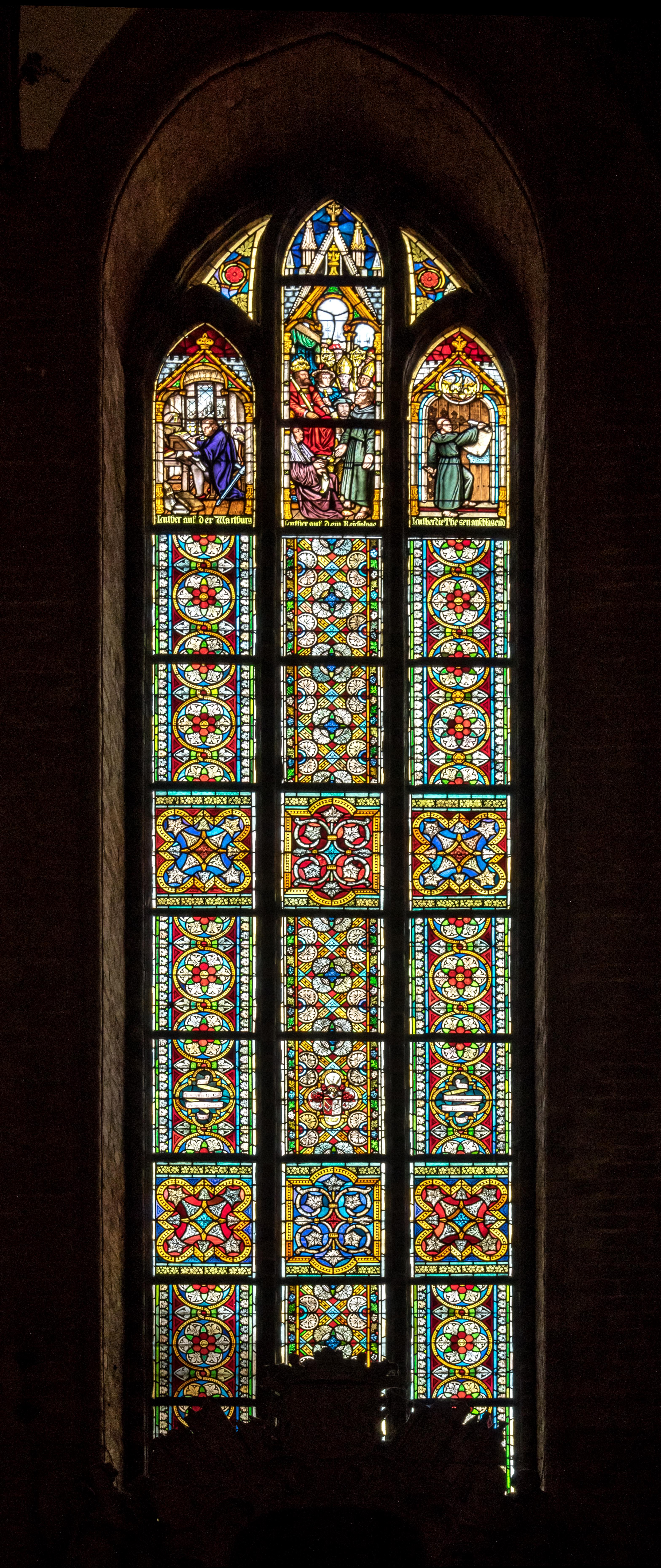
Freystadtls Szenen aus dem Leben Martin Luthers im Schleswiger Dom

- 1881–1882: Während der Umgestaltung der Stadtkirche St. Mauritius in Zörbig wurden auch zeitgenössische Kirchenfenster eingebaut. Die Bleiglasfenster verschwanden dann 1934–1935 unter der Rückbesinnung auf den barock durch Restaurator Albert Leusch. Nachdem der Gründer des Heimatmuseums Schloss Zörbig Teile der Glaskunst sicherte und im Magazin des Hauses einlagerte, wurde Anfang 2021 ein gläsernes Abbild des Heiligen Mauritius aus dem Chor der Zörbiger Stadtkirche aufgefunden. Dabei handelt es sich möglicherweise um eine hannoversche Arbeit Freystadtls.[16]
- um 1888: In der nach Plänen von Christoph Hehl errichteten Katholischen Kirch St. Cäcilia zu Harsum lieferte Freystadtl der Chorfenster, die übrigen der in Hildesheim tätige Glasmaler Mädge.[17]
- um 1891: Für die Bauherren Gebrüder Kasten baute der Architekt Friedrich Geb einen neuen Saal und ließ das Haupttreppenhaus vom Hotel Royal in Hannover umbauen; Freystadl führte dabei die kuppelförmige Glasdecke des Wintergartens und die übrige farbige Verglasung aus.[18]
- 1892 (Auftragsdatum), St. Petri-Dom in Schleswig, im Auftrag und teilweiser Mitwirkung von August Olbers, im Westjoch des Doms:
  - die beiden nördlichen Fenster: Darstellungen aus dem Leben Luthers und Paul Gerhardts durch Freystadtl;[19]
  - die drei südlichen Fenster mit Kain und Abel, der Sintflut und dem Opfer Noahs durch Henning & Andres, wobei Olbers nachweislich mindestens den Karton zu Noahs Opfer selbst gemalt hatte.[19]
- 1893, von Hannover aus: Johanniskirche in Halle an der Saale: 5 figürliche,[20] nach Vorbild der „Bayernfenster“ im Kölner Dom[21] geschaffene Fenster in der als neogotischer Klinkerbau 1892 bis 1893 nach Plänen des Architekten Friedrich Fahro errichteten Kirche; nach Vandalismusschäden aus der Nachkriegszeit restauriert in Absprache mit dem Landesamt für Denkmalpflege und Archäologie Sachsen-Anhalt als Kooperation der Glasmalereiwerkstatt der FR Konservierung und Restaurierung mit Studierenden und Absolventen der Fachhochschule Erfurt.[20] Die Glasfenster galten bis Anfang 2021 als einzige erhaltene Arbeiten Freystadtls in Mitteldeutschland.[16]
- in den 1890er Jahren lieferte Freystadt – mit Ausnahme der von A. Fichtmann aus Aachen gefertigten Chor-Glasmalereien – Glasarbeiten in Lütgendortmund[22]
- um 1900: Kirchenfenster für die St.-Johannis-Gilde in Riga[10]

### Schriften
- Über Glasmalerei, in: Theodor Prüfer (Hrsg.): Archiv für kirchliche Kunst, 11. Jahrgang, Heft 10/12